# 瑞吉·桑德斯
瑞吉納德·拉佛恩·桑德斯（英語：Reginald Laverne Sanders，1967年12月1日—），為前美國職棒大聯盟的外野手，他生涯曾效力於紅人、教士、勇士、響尾蛇、巨人、海盜、紅雀與皇家等隊。他是大聯盟史上唯八位生涯敲出300轟和累積300盜的選手。

## 職業生涯
1987年美國職棒大聯盟選秀，桑德斯在第七輪被紅人選走。1991年，23歲的桑德斯登上大聯盟。
2003年8月20日，桑德斯單局敲出2轟，為大聯盟史上第40人。2005年國家聯盟分區賽，桑德斯在整個系列賽打回10分打點，刷新分區賽紀錄。2005年國家聯盟冠軍賽，桑德斯在首場就敲出致勝2分砲。不過紅雀最終2勝4敗不敵太空人。
2006年6月10日，桑德斯敲出大聯盟生涯第300轟，成為史上第五位達成300轟與300盜的選手。後來桑德斯在2001年奪冠時的隊友史蒂夫·芬利在四天後也達成此一紀錄，此時芬利則是效力於巨人隊。桑德斯在6支不同球隊都能達成單季至少20轟的成就，在他效力過的7支球隊都能至少達成單季10轟。
2007年，桑德斯雖然成績不錯，但幾乎因傷缺席整個賽季。球季結束後，他成為自由球員，隨後便退休。

## 生涯打擊成績
| 出賽次數 | 打席 | 打數 | 得分 | 安打 | 二安 | 三安 | 全壘打 | 打點 | 盜壘 | 保送 | 三振 | 打擊率 | 上壘率 | 長打率 | OPS  |
| -------- | ---- | ---- | ---- | ---- | ---- | ---- | ------ | ---- | ---- | ---- | ---- | ------ | ------ | ------ | ---- |
| 1777     | 7043 | 6241 | 1037 | 1666 | 341  | 60   | 308    | 983  | 304  | 674  | 1614 | .267   | .343   | .487   | .830 |

## 外部連結
- 球員資訊和成績在MLB，ESPN，Baseball-Reference，Fangraphs（英文）
- 瑞吉·桑德斯在台灣棒球維基館上的頁面（繁體中文）